# Cantón de Forges-les-Eaux
El cantón de Forges-les-Eaux era una división administrativa francesa, que estaba situada en el departamento de Sena Marítimo y la región de Alta Normandía.

## Composición
El cantón estaba formado por veintiuna comunas:
- Beaubec-la-Rosière
- Beaussault
- Compainville
- Forges-les-Eaux
- Gaillefontaine
- Grumesnil
- Haucourt
- Haussez
- La Bellière
- La Ferté-Saint-Samson
- Le Fossé
- Le Thil-Riberpré
- Longmesnil
- Mauquenchy
- Mesnil-Mauger
- Pommereux
- Roncherolles-en-Bray
- Rouvray-Catillon
- Saint-Michel-d'Halescourt
- Saumont-la-Poterie
- Serqueux

## Supresión del cantón de Forges-les-Eaux
En aplicación del Decreto nº 2014-266 de 27 de febrero de 2014, el cantón de Forges-les-Eaux fue suprimido el 22 de marzo de 2015 y sus 21 comunas pasaron a formar parte del nuevo cantón de Gournay-en-Bray.